# Fed Cup 2011 – blok B 3. skupiny zóny Evropy a Afriky
Blok B 3. skupiny zóny Evropy a Afriky Fed Cupu 2011 představoval jednu ze dvoupodskupin 3. skupiny. Hrálo se mezi 2. až 6. květnem v areálu Smash Tennis Academy v egyptské Káhiře venku na antukových dvorcích. 
Pět týmů se utkalo ve vzájemných zápasech. Vítěz sehrál barážový zápas s druhým bloku A o účast ve 2. skupině zóny Evropy a Afriky pro rok 2012. Družstvo z druhého místa se střetlo s vítězem z bloku A o druhé postupové místo. Třetí a čtvrté družstvo nastoupilo k zápasu se stejně umístěnými celky z bloku A o konečné 5. až 8. místo 3. skupiny. Poslední, pátý tým, automaticky v této skupině obsadil poslední 9. místo.

## Blok B
|     |           | Norsko | Egypt | Irsko | Moldavsko | Tunisko | Zápasy V/P | Sety V/P | Hry V/P | Pořadí |
| 63. | Norsko    |        | 1–2   | 2–1   | 3–0       | 1–2     | 2–2        | 13–11    | 120–103 | 3.     |
| 77. | Egypt     | 2–1    |       | 2–1   | 2–1       | 1–2     | 3–1        | 15–12    | 120–113 | 2.     |
| 80. | Irsko     | 1–2    | 1–2   |       | 3–0       | 1–2     | 1–3        | 11–14    | 101–119 | 4.     |
| 86. | Moldavsko | 0–3    | 1–2   | 0–3   |           | 0–3     | 0–4        | 3–19     | 66–123  | 5.     |
| —   | Tunisko   | 2–1    | 2–1   | 2–1   | 3–0       |         | 4–0        | 16–4     | 116–62  | 1.     |

- V/P – výhry/prohry

## Zápasy

### Egypt vs. Tunisko
| | Egypt | 1 :                                                           | 2   | Tunisko |    |  |
| --- | ----- | ------------------------------------------------------------- | --- | ------- | -- |  |
| Smash Tennis Academy, Káhira, Egypt 2. května 2011 antuka (venku) |       |                                                               |     |         |    |  |
| \| \| \| \| 1. \| 2. \| 3. \| \| \| -- \| \| ------------------------------------------------------------- \| --- \| --- \| -- \| \| \| 1. \| \| Magy Azizová Nour Abbesová \| 0 6 \| 1 6 \| \| \| \| 2. \| \| Menna El Nagdyová Ons Džabúrová \| 0 6 \| 4 6 \| \| \| \| 3. \| \| Magy Azizová / Majar Šarífová Nour Abbesová / Sonia Daggouová \| 6 3 \| 6 4 \| \| \| \| \| \| \| \| \| \| \| \| \| \| \| \| \| \| \| \| \| \| \| \| \| \| \| \| \| \| \| \| \| \| \| \| \| \| \| \| \| \| \| |       |                                                               |     |         |    |  |
| |       |                                                               | 1.  | 2.      | 3. |  |
| 1. |       | Magy Azizová Nour Abbesová                                    | 0 6 | 1 6     |    |  |
| 2. |       | Menna El Nagdyová Ons Džabúrová                               | 0 6 | 4 6     |    |  |
| 3. |       | Magy Azizová / Majar Šarífová Nour Abbesová / Sonia Daggouová | 6 3 | 6 4     |    |  |
| |       |                                                               |     |         |    |  |
| |       |                                                               |     |         |    |  |
| |       |                                                               |     |         |    |  |
| |       |                                                               |     |         |    |  |
| |       |                                                               |     |         |    |  |

### Irsko vs. Moldavsko
| | Irsko | 3 :                                                                           | 0    | Moldavsko |    |  |
| --- | ----- | ----------------------------------------------------------------------------- | ---- | --------- | -- |  |
| Smash Tennis Academy, Káhira, Egypt 2. května 2011 antuka (venku) |       |                                                                               |      |           |    |  |
| \| \| \| \| 1. \| 2. \| 3. \| \| \| -- \| \| ----------------------------------------------------------------------------- \| ---- \| --- \| -- \| \| \| 1. \| \| Amy Bowtellová Daniela Ciobanuová \| 6 0 \| 6 2 \| \| \| \| 2. \| \| Julia Moriartyová Julia Helbertová \| 7 64 \| 6 4 \| \| \| \| 3. \| \| Lynsey McCulloughová / Julia Moriarty Daniela Ciobanuová / Alina Soltaniciová \| 6 3 \| 6 2 \| \| \| \| \| \| \| \| \| \| \| \| \| \| \| \| \| \| \| \| \| \| \| \| \| \| \| \| \| \| \| \| \| \| \| \| \| \| \| \| \| \| \| |       |                                                                               |      |           |    |  |
| |       |                                                                               | 1.   | 2.        | 3. |  |
| 1. |       | Amy Bowtellová Daniela Ciobanuová                                             | 6 0  | 6 2       |    |  |
| 2. |       | Julia Moriartyová Julia Helbertová                                            | 7 64 | 6 4       |    |  |
| 3. |       | Lynsey McCulloughová / Julia Moriarty Daniela Ciobanuová / Alina Soltaniciová | 6 3  | 6 2       |    |  |
| |       |                                                                               |      |           |    |  |
| |       |                                                                               |      |           |    |  |
| |       |                                                                               |      |           |    |  |
| |       |                                                                               |      |           |    |  |
| |       |                                                                               |      |           |    |  |

### Norsko vs. Irsko
| | Norsko | 2 :                                                                                | 1   | Irsko |    |  |
| --- | ------ | ---------------------------------------------------------------------------------- | --- | ----- | -- |  |
| Smash Tennis Academy, Káhira, Egypt 3. května 2011 antuka (venku) |        |                                                                                    |     |       |    |  |
| \| \| \| \| 1. \| 2. \| 3. \| \| \| -- \| \| ---------------------------------------------------------------------------------- \| --- \| --- \| -- \| \| \| 1. \| \| Emma Floodová Amy Bowtellová \| 2 6 \| 2 6 \| \| \| \| 2. \| \| Ulrikke Eikeriová Julia Moriartyová \| 6 4 \| 6 1 \| \| \| \| 3. \| \| Ulrikke Eikeriová / Caroline Rohdeová-Moeová Lynsey McCulloughová / Amy Bowtellová \| 6 1 \| 6 1 \| \| \| \| \| \| \| \| \| \| \| \| \| \| \| \| \| \| \| \| \| \| \| \| \| \| \| \| \| \| \| \| \| \| \| \| \| \| \| \| \| \| \| |        |                                                                                    |     |       |    |  |
| |        |                                                                                    | 1.  | 2.    | 3. |  |
| 1. |        | Emma Floodová Amy Bowtellová                                                       | 2 6 | 2 6   |    |  |
| 2. |        | Ulrikke Eikeriová Julia Moriartyová                                                | 6 4 | 6 1   |    |  |
| 3. |        | Ulrikke Eikeriová / Caroline Rohdeová-Moeová Lynsey McCulloughová / Amy Bowtellová | 6 1 | 6 1   |    |  |
| |        |                                                                                    |     |       |    |  |
| |        |                                                                                    |     |       |    |  |
| |        |                                                                                    |     |       |    |  |
| |        |                                                                                    |     |       |    |  |
| |        |                                                                                    |     |       |    |  |

### Moldavsko vs. Tunisko
| | Moldavsko | 0 :                                                                  | 3   | Tunisko |    |          |
| --- | --------- | -------------------------------------------------------------------- | --- | ------- | -- | -------- |
| Smash Tennis Academy, Káhira, Egypt 3. května 2011 antuka (venku) |           |                                                                      |     |         |    |          |
| \| \| \| \| 1. \| 2. \| 3. \| \| \| -- \| \| -------------------------------------------------------------------- \| --- \| --- \| -- \| -------- \| \| 1. \| \| Alina Soltaniciová Nour Abbesová \| \| \| \| bez boje \| \| 2. \| \| Julia Helbetová Ons Džabúrová \| \| \| \| bez boje \| \| 3. \| \| Daniela Ciobanuová / Julia Helbetová Ons Džabúrová / Sonia Daggouová \| 2 6 \| 5 7 \| \| \| \| \| \| \| \| \| \| \| \| \| \| \| \| \| \| \| \| \| \| \| \| \| \| \| \| \| \| \| \| \| \| \| \| \| \| \| \| \| \| \| |           |                                                                      |     |         |    |          |
| |           |                                                                      | 1.  | 2.      | 3. |          |
| 1. |           | Alina Soltaniciová Nour Abbesová                                     |     |         |    | bez boje |
| 2. |           | Julia Helbetová Ons Džabúrová                                        |     |         |    | bez boje |
| 3. |           | Daniela Ciobanuová / Julia Helbetová Ons Džabúrová / Sonia Daggouová | 2 6 | 5 7     |    |          |
| |           |                                                                      |     |         |    |          |
| |           |                                                                      |     |         |    |          |
| |           |                                                                      |     |         |    |          |
| |           |                                                                      |     |         |    |          |
| |           |                                                                      |     |         |    |          |

### Norsko vs. Moldavsko
| | Norsko | 3 :                                                                    | 0   | Moldavsko |     |  |
| --- | ------ | ---------------------------------------------------------------------- | --- | --------- | --- |  |
| Smash Tennis Academy, Káhira, Egypt 4. května 2011 antuka (venku) |        |                                                                        |     |           |     |  |
| \| \| \| \| 1. \| 2. \| 3. \| \| \| -- \| \| ---------------------------------------------------------------------- \| --- \| --- \| --- \| \| \| 1. \| \| Caroline Rohdeová-Moeová Daniela Ciobanuová \| 6 2 \| 6 1 \| \| \| \| 2. \| \| Ulrikke Eikeriová Julia Helbetová \| 1 6 \| 7 5 \| 6 3 \| \| \| 3. \| \| Ulrikke Eikeriová / Emma Floodová Julia Helbetová / Alina Soltaniciová \| 6 1 \| 6 3 \| \| \| \| \| \| \| \| \| \| \| \| \| \| \| \| \| \| \| \| \| \| \| \| \| \| \| \| \| \| \| \| \| \| \| \| \| \| \| \| \| \| \| |        |                                                                        |     |           |     |  |
| |        |                                                                        | 1.  | 2.        | 3.  |  |
| 1. |        | Caroline Rohdeová-Moeová Daniela Ciobanuová                            | 6 2 | 6 1       |     |  |
| 2. |        | Ulrikke Eikeriová Julia Helbetová                                      | 1 6 | 7 5       | 6 3 |  |
| 3. |        | Ulrikke Eikeriová / Emma Floodová Julia Helbetová / Alina Soltaniciová | 6 1 | 6 3       |     |  |
| |        |                                                                        |     |           |     |  |
| |        |                                                                        |     |           |     |  |
| |        |                                                                        |     |           |     |  |
| |        |                                                                        |     |           |     |  |
| |        |                                                                        |     |           |     |  |

### Egypt vs. Irsko
| | Egypt | 2 :                                                                    | 1   | Irsko |     |  |
| --- | ----- | ---------------------------------------------------------------------- | --- | ----- | --- |  |
| Smash Tennis Academy, Káhira, Egypt . května 2011 antuka (venku) |       |                                                                        |     |       |     |  |
| \| \| \| \| 1. \| 2. \| 3. \| \| \| -- \| \| ---------------------------------------------------------------------- \| --- \| ---- \| --- \| \| \| 1. \| \| Magy Azizová Amy Bowtellová \| 4 6 \| 3 6 \| \| \| \| 2. \| \| Menna El Nagdyová Julia Moriartyová \| 6 1 \| 6 78 \| 6 4 \| \| \| 3. \| \| Magy Azizová / Majar Šarífová Lynsey McCulloughová / Julia Moriartyová \| 6 3 \| 6 4 \| \| \| \| \| \| \| \| \| \| \| \| \| \| \| \| \| \| \| \| \| \| \| \| \| \| \| \| \| \| \| \| \| \| \| \| \| \| \| \| \| \| \| |       |                                                                        |     |       |     |  |
| |       |                                                                        | 1.  | 2.    | 3.  |  |
| 1. |       | Magy Azizová Amy Bowtellová                                            | 4 6 | 3 6   |     |  |
| 2. |       | Menna El Nagdyová Julia Moriartyová                                    | 6 1 | 6 78  | 6 4 |  |
| 3. |       | Magy Azizová / Majar Šarífová Lynsey McCulloughová / Julia Moriartyová | 6 3 | 6 4   |     |  |
| |       |                                                                        |     |       |     |  |
| |       |                                                                        |     |       |     |  |
| |       |                                                                        |     |       |     |  |
| |       |                                                                        |     |       |     |  |
| |       |                                                                        |     |       |     |  |

### Norsko vs. Tunisko
| | Norsko | 1 :                                                                        | 2    | Tunisko |    |  |
| --- | ------ | -------------------------------------------------------------------------- | ---- | ------- | -- |  |
| Smash Tennis Academy, Káhira, Egypt . května 2011 antuka (venku) |        |                                                                            |      |         |    |  |
| \| \| \| \| 1. \| 2. \| 3. \| \| \| -- \| \| -------------------------------------------------------------------------- \| ---- \| --- \| -- \| \| \| 1. \| \| Caroline Rohde-Moeová Nour Abbesová \| 3 6 \| 1 6 \| \| \| \| 2. \| \| Ulrikke Eikeriová Ons Džabúrová \| 7 64 \| 6 4 \| \| \| \| 3. \| \| Ulrikke Eikeriová / Caroline Rohdeová-Moeová Nour Abbesová / Ons Džabúrová \| 2 6 \| 5 7 \| \| \| \| \| \| \| \| \| \| \| \| \| \| \| \| \| \| \| \| \| \| \| \| \| \| \| \| \| \| \| \| \| \| \| \| \| \| \| \| \| \| \| |        |                                                                            |      |         |    |  |
| |        |                                                                            | 1.   | 2.      | 3. |  |
| 1. |        | Caroline Rohde-Moeová Nour Abbesová                                        | 3 6  | 1 6     |    |  |
| 2. |        | Ulrikke Eikeriová Ons Džabúrová                                            | 7 64 | 6 4     |    |  |
| 3. |        | Ulrikke Eikeriová / Caroline Rohdeová-Moeová Nour Abbesová / Ons Džabúrová | 2 6  | 5 7     |    |  |
| |        |                                                                            |      |         |    |  |
| |        |                                                                            |      |         |    |  |
| |        |                                                                            |      |         |    |  |
| |        |                                                                            |      |         |    |  |
| |        |                                                                            |      |         |    |  |

### Egypt vs. Moldavsko
| | Egypt | 2 :                                                                | 1   | Moldavsko |     |  |
| --- | ----- | ------------------------------------------------------------------ | --- | --------- | --- |  |
| Smash Tennis Academy, Káhira, Egypt 5. května 2011 antuka (venku) |       |                                                                    |     |           |     |  |
| \| \| \| \| 1. \| 2. \| 3. \| \| \| -- \| \| ------------------------------------------------------------------ \| --- \| --- \| --- \| \| \| 1. \| \| Mai El Kamashová Alina Soltaniciová \| 6 2 \| 6 1 \| \| \| \| 2. \| \| Menna El Nagdyová Julia Helbetová \| 6 4 \| 2 6 \| 3 6 \| \| \| 3. \| \| Magy Azizová / Majar Šarífová Daniela Ciobanuová / Julia Helbetová \| 6 2 \| 6 0 \| \| \| \| \| \| \| \| \| \| \| \| \| \| \| \| \| \| \| \| \| \| \| \| \| \| \| \| \| \| \| \| \| \| \| \| \| \| \| \| \| \| \| |       |                                                                    |     |           |     |  |
| |       |                                                                    | 1.  | 2.        | 3.  |  |
| 1. |       | Mai El Kamashová Alina Soltaniciová                                | 6 2 | 6 1       |     |  |
| 2. |       | Menna El Nagdyová Julia Helbetová                                  | 6 4 | 2 6       | 3 6 |  |
| 3. |       | Magy Azizová / Majar Šarífová Daniela Ciobanuová / Julia Helbetová | 6 2 | 6 0       |     |  |
| |       |                                                                    |     |           |     |  |
| |       |                                                                    |     |           |     |  |
| |       |                                                                    |     |           |     |  |
| |       |                                                                    |     |           |     |  |
| |       |                                                                    |     |           |     |  |

### Norsko vs. Egypt
| | Norsko | 1 :                                                                        | 2   | Egypt |     |  |
| --- | ------ | -------------------------------------------------------------------------- | --- | ----- | --- |  |
| Smash Tennis Academy, Káhira, Egypt 6. května 2011 antuka (venku) |        |                                                                            |     |       |     |  |
| \| \| \| \| 1. \| 2. \| 3. \| \| \| -- \| \| -------------------------------------------------------------------------- \| --- \| --- \| --- \| \| \| 1. \| \| Emma Floodová Majar Šarífová \| 6 3 \| 4 6 \| 1 6 \| \| \| 2. \| \| Ulrikke Eikeriová Menna El Nagdyová \| 6 0 \| 6 1 \| \| \| \| 3. \| \| Ulrikke Eikeriová / Caroline Rohdeová-Moeová Magy Azizová / Majar Šarífová \| 3 6 \| 4 6 \| \| \| \| \| \| \| \| \| \| \| \| \| \| \| \| \| \| \| \| \| \| \| \| \| \| \| \| \| \| \| \| \| \| \| \| \| \| \| \| \| \| \| |        |                                                                            |     |       |     |  |
| |        |                                                                            | 1.  | 2.    | 3.  |  |
| 1. |        | Emma Floodová Majar Šarífová                                               | 6 3 | 4 6   | 1 6 |  |
| 2. |        | Ulrikke Eikeriová Menna El Nagdyová                                        | 6 0 | 6 1   |     |  |
| 3. |        | Ulrikke Eikeriová / Caroline Rohdeová-Moeová Magy Azizová / Majar Šarífová | 3 6 | 4 6   |     |  |
| |        |                                                                            |     |       |     |  |
| |        |                                                                            |     |       |     |  |
| |        |                                                                            |     |       |     |  |
| |        |                                                                            |     |       |     |  |
| |        |                                                                            |     |       |     |  |

### Irsko vs. Tunisko
| | Irsko | 0 :                                                                   | 3   | Tunisko |    |  |
| --- | ----- | --------------------------------------------------------------------- | --- | ------- | -- |  |
| Smash Tennis Academy, Káhira, Egypt 6. května 2011 antuka (venku) |       |                                                                       |     |         |    |  |
| \| \| \| \| 1. \| 2. \| 3. \| \| \| -- \| \| --------------------------------------------------------------------- \| --- \| --- \| -- \| \| \| 1. \| \| Sinéad Lohanová Nour Abbesová \| 5 7 \| 0 6 \| \| \| \| 2. \| \| Amy Bowtellová Ons Džabúrová \| 2 6 \| 3 6 \| \| \| \| 3. \| \| Amy Bowtellová / Lynsey McCulloughová Sonia Daggouová / Ons Džabúrová \| 2 6 \| 2 6 \| \| \| \| \| \| \| \| \| \| \| \| \| \| \| \| \| \| \| \| \| \| \| \| \| \| \| \| \| \| \| \| \| \| \| \| \| \| \| \| \| \| \| |       |                                                                       |     |         |    |  |
| |       |                                                                       | 1.  | 2.      | 3. |  |
| 1. |       | Sinéad Lohanová Nour Abbesová                                         | 5 7 | 0 6     |    |  |
| 2. |       | Amy Bowtellová Ons Džabúrová                                          | 2 6 | 3 6     |    |  |
| 3. |       | Amy Bowtellová / Lynsey McCulloughová Sonia Daggouová / Ons Džabúrová | 2 6 | 2 6     |    |  |
| |       |                                                                       |     |         |    |  |
| |       |                                                                       |     |         |    |  |
| |       |                                                                       |     |         |    |  |
| |       |                                                                       |     |         |    |  |
| |       |                                                                       |     |         |    |  |